# Ocean Canfielda
Ocean Canfielda − rodzaj beztlenowego oceanu przesyconego siarkowodorem. Oceany te powstały prawdopodobnie na skutek działania bakterii redukujących siarczany do siarkowodoru, żyjących na dnie oceanu.
Wedle jednej z hipotez zwiększająca się w proterozoiku ilość tlenu w atmosferze przyśpieszyła wietrzenie zawierających siarczki skał na lądzie, co zaowocowało zwiększonym dopływem siarczanów do oceanu. Badania z użyciem izotopów siarki potwierdzają zwiększające się stężenie siarczanów w oceanie, które rozpoczęło się 2,3 miliarda lat temu. Żyjące na dnie oceanu bakterie redukujące siarczany wytworzyły z nich siarkowodór. W efekcie zwiększyło się stężenie siarczków.
Siarkowe środowisko przetrwało do drugiego zwiększenia się ilości tlenu w atmosferze pomiędzy − 0,8 a 0,58 miliarda lat temu.
Oceany Canfielda prawdopodobnie zmniejszyły globalną produktywność, jak również spowolniły ewolucję glonów. Oddziaływały niekorzystnie na życie zarówno poprzez duże stężenia siarkowodoru, jak i utrzymywanie przez mikroorganizmy azotu w formie niedostępnej roślinom. Wedle Petera Warda oceany te, hamujące rozwój życia przez miliony lat i spowodowane przez same życie, stanowią argument za stworzoną przez niego hipotezą Medei.